# 응우옌응옥우옌지엠
응우옌응옥우옌지엠(베트남어: Nguyễn Ngọc Uyển Diễm / 阮玉琬琰 완옥완염, 1815년 ~ 1836년 8월 29일)은 응우옌 왕조의 황족이다. 민망 황제의 3번째 딸로, 생모는 현비(賢妃) 응오티찐이다.

## 생애
자롱 14년(1815년), 후에 황성에서 태어났다.
민망 14년(1833년), 회국공(懷國公) 보타인의 손자이자 경거도위(輕車都尉) 보카인(武慶)의 아들 보반미(武文美)와 혼인하였다. 그와의 사이에서 딸 1명을 두었다.
민망 17년 음력 7월 28일(1836년 8월 29일), 사망하니 향년 22세였다. 녹성공주(베트남어: Lộc Thành Công chúa / 祿成公主)로 추봉되었고, 시호를 단결(端潔)이라고 하였다.